# Шостак, Денис Вадимович
Дени́с Вади́мович Шо́стак (укр. Денис Вадимович Шостак; род. 24 января 2003, Полтава) — украинский футболист, полузащитник клуба «Александрия».

## Клубная карьера
Родился в Полтаве, воспитанник местной «Ворсклы». Кроме «ворсклян», в ДЮФЛУ выступал также за донецкий «Шахтёр». Начиная с сезона 2019/20 годов выступал за юношескую команду «горняков», а уже со следующего сезона играл в основном за «молодежку» донецкого клуба (18 матчей, 2 гола).
В конце июля 2021 отправился в аренду на один сезон в «Мариуполь». В футболке «приазовцев» дебютировал 7 августа 2021 в проигранном (1:2) выездном поединке 3-го тура Премьер-лиги Украины против днепровского «Днепра-1». Денис вышел на поле в стартовом составе и отыграл весь матч.

## Карьера в сборной
С 2019 по 2020 год провел 8 поединков и забил 1 гол в футболке юношеской сборной Украины (U-17).

## Достижения
«Александрия»
- Серебряный призёр чемпионата Украины: 2024/25

Сборная Украины
- Победитель турнира в Тулоне: 2024